# Vladimir Belov (handball)
Pour les articles homonymes, voir Belov et Vladimir Belov.
Vladimir Belov (en russe : Владимир Борисович Белов, né le 26 avril 1958 à Kountsevo (Moscou) et mort le 14 novembre 2016, est un joueur soviétique de handball.

## Biographie
Particulièrement précoce, Vladimir Belov joue ses premiers matchs en Championnat d'URSS à l'âge de 16 ans avec le SK Kountsevo, terminant notamment à la troisième place en 1976 et 1978. Avec la sélection junior soviétique, Belov remporte les deux premières éditions du Championnats du monde junior en du 1977 et du 1979.
En parallèle, il intègre l'équipe nationale soviétique avec laquelle il devient vice-champion du monde en 1978. Deux ans plus tard, il remporte la médaille d'argent aux Jeux olympiques de Moscou, s'inclinant en finale après prolongations face à l'Allemagne de l'Est. Au cours de la compétition, il marque 22 buts en six matchs, dont cinq en finale.
Lors du championnat du monde 1982, les Soviétiques s'adjugent le titre de champion du monde en ayant remporté leurs matchs contre les adversaires européens avec un écart moyen de neuf buts. Belov, avec ses capacités tactiques et physiques, a d'ailleurs joué un rôle primordial dans la victoire : quatrième meilleur buteur avec 39 buts, il est élu meilleur joueur du tournoi avant même la finale,. Du fait du boycott soviétique aux Jeux olympiques de 1984, Belov ne peut donc pas défendre son titre 
Au cours de ses 162 sélections, il était notamment connu pour ne manquer aucun des jets de 7 mètres qu'il tirait, au point que la presse sportive lui a donné le surnom de « Lance-balles de Moscou ». 
Il décède le 14 novembre 2016.

## Palmarès
- Médaille d'or au championnat du monde 1982,
- Médaille d'argent aux Jeux olympiques de 1980
- Médaille d'or au Championnat du monde junior 1979
- Médaille d'argent au championnat du monde 1978
- Médaille d'or au Championnat du monde junior 1977